# Río Cabril (afluente del Támega)
El río Cabril es un corto río portugués, afluente por la margen izquierda del río Támega, afluente a su vez por la derecha del Duero.
El Cabril discurre íntegramente por el municipio de Mondim de Basto, en el distrito de Vila Real. Nace cerca de la freguesia de Bilhó, pasa por la de Vilar de Ferreiros y desagua en el río Támega, tras 14,2 km de curso, junto a la capital del municipio, en el que se sitúa la mayor parte de su cuenca.
Los principales afluentes de este río Cabril (uno de los cinco de este nombre en Portugal) son la Ribeira Velha, por la margen derecha, y el río Cabrão, por la izquierda.